# برانزویک (میزوری)
برانزویک (به انگلیسی: Brunswick) یک شهر در ایالات متحده آمریکا است که در شهرستان چاریتون، میزوری واقع شده‌است. برانزویک ۳٫۲۴ کیلومتر مربع مساحت و ۸۵۸ نفر جمعیت دارد و ۱۹۸ متر بالاتر از سطح دریا واقع شده‌است.